# Asunción Oltra Torres
María Asunción Oltra Torres (les Tavernes de la Valldigna, 14 d'agost de 1963) és una política valenciana, diputada al Congrés dels Diputats en la VII i VIII legislatures.
Ha treballat com a cap en una empresa d'assegurances fins que a les eleccions municipals espanyoles de 1995 fou escollida regidora pel Partit Popular a les Tavernes de la Valldigna, càrrec que va ocupar fins a 2003. Posteriorment fou diputada per la província de València a les eleccions generals espanyoles de 2000, en substitució de José María Michavila Núñez, i a les de 2004. De 2004 a 2008 fou membre suplent de la Delegació espanyola en l'Assemblea Parlamentària de l'OTAN.
En 2014 fou nomenada cap de gabinet de la nova secretària d'Estat de Serveis Socials Igualtat a proposta de la secretària d'estat Susana Camarero Benítez.